# Josef Würmheller
Josef "Sepp" Würmheller (Hausham, 4 de maio de 1917 — Alençon, 22 de junho de 1944) foi um piloto alemão da Luftwaffe durante a Segunda Guerra Mundial. Voou em mais de 300 missões de combate, nas quais abateu 102 aeronaves inimigas (entre as quais 20 bombardeiros quadrimotores e 56 caças Spitfire), o que fez dele um ás da aviação. Antes de se tornar num piloto foi mineiro, tendo conseguido juntar dinheiro para frequentar aulas de pilotagem de planadores e, mais tarde, aeronaves motorizadas. Foi um dos maiores ases da frente ocidental.
Nascido em Hausham, Wurmheller foi piloto de planador na sua juventude e se ofereceu para o serviço militar na Luftwaffe da Alemanha Nazista em 1937. Após o treinamento de voo, ele foi destacado para a Jagdgeschwader 53 (JG 53) em 1939. Ele reivindicou a sua primeira vitória aérea na Frente Ocidental em 30 de setembro de 1939, uma fase da Segunda Guerra Mundial conhecida como Guerra de Mentira. Ele então serviu como instrutor de voo antes de retornar à JG 53 para a Batalha da Grã-Bretanha. Em junho de 1941, ele participou na Operação Barbarossa, a invasão alemã da União Soviética. Ele foi condecorado com a Cruz de Cavaleiro da Cruz de Ferro no dia 4 de setembro de 1941 após 32 vitórias. Após outra turnê como instrutor de piloto de caça, ele foi destacado para a Jagdgeschwader 2 "Richthofen" (JG 2) que operava na Frente do Canal. Wurmheller conquistou sete vitórias aéreas durante a Batalha de Dieppe a 19 de agosto de 1942 e, após a sua 67.ª vitória, recebeu a Cruz de Cavaleiro da Cruz de Ferro com Folhas de Carvalho no dia 1 de outubro de 1942.
Em abril de 1943 foi nomeado Staffelkapitän (líder do esquadrão) do 9. Staffel (9.º esquadrão) da JG 2 "Richthofen". No dia 8 de junho de 1944, dois dias após a invasão aliada da Normandia, recebeu o comando do III. Gruppe (3.º grupo) da JG 2 "Richthofen". Ele e o seu asa foram mortos numa colisão aérea durante um combate perto de Alençon, em França, no dia 22 de junho de 1944. Wurmheller foi postumamente promovido a Major e foi condecorado a Cruz de Cavaleiro da Cruz de Ferro com Folhas de Carvalho e Espadas no dia 24 de outubro 1944.

## Juventude e início de carreira
Wurmheller nasceu a 4 de maio de 1917, em Hausham no Reino da Baviera, um estado federado do Império Alemão. Depois de crescer na fazenda do seu tio em Schliersee, ele passou quatro anos trabalhando como mineiro, tal como o seu pai. Ele também era um entusiasta piloto de planador e em 1937 ele se ofereceu para o serviço militar na Luftwaffe. Concluindo o treinamento no verão de 1938, "Sepp" seria incorporado no 2. Staffel (2.º esquadrão) da Jagdgeschwader 334 (JG 334) com o posto de Gefreiter. Pouco antes da guerra, a sua unidade seria renomeada 2./JG 53, a famosa "Pik-As".

## Segunda Guerra Mundial
A Segunda Guerra Mundial na Europa começou numa sexta-feira, 1 de setembro de 1939, quando as forças alemãs invadiram a Polônia. Em 30 de setembro, elementos do I. Gruppe (1.º grupo) da JG 53 encontraram uma formação de cinco bombardeiros monomotores Fairey Battle da Força Aérea Real (RAF) nas proximidades de Saarbrücken durante o início do período da Guerra de Mentira. Wurmheller conquistou a sua primeira vitória durante este encontro. O Fairey Battle K9283 do Esquadrão N.º 150, pilotado pelo líder do esquadrão William MacDonald, estava numa missão de reconhecimento aéreo na área de Metzing para Saarbrücken e viu-se forçado a aterrar em Écury-sur-Coole. Por esta vitória, recebeu a Cruz de Ferro de 2.ª classe (Eisernes Kreuz 2. Klasse) no dia 19 de outubro de 1939. No mês seguinte foi colocado na Jagdfliegerschule (escola de pilotos de caça), em Werneuchen, como instrutor.

### Batalha da Grã-Bretanha e Frente Oriental
Após uma excursão como instrutor na escola de pilotos de caça da Luftwaffe, Wurmheller voltou ao 5. Staffel da JG 53 em junho de 1940. Durante a Batalha da Grã-Bretanha voou em missões de combate como piloto de caça e piloto de caça-bombardeiro. Ele conquistou mais quatro vitórias nesta campanha e foi condecorado com a Cruz de Ferro de 1.ª classe (Eisernes Kreuz 1. Klasse) no dia 16 de outubro de 1940. Ele mesmo foi abatido três vezes por caças da RAF e em cada uma das vezes teve que saltar da aeronave. Na terceira ocasião, ele foi abatido no seu Messerschmitt Bf 109 E-4 (Werknummer 5242—número da fábrica) por volta das 17h10 do dia 23 de novembro no Canal da Mancha e teve que nadar por quatro horas e meia antes de ser resgatado por um Schnellboot da Kriegsmarine (Marinha). Hospitalizado até março de 1941, ele voltou ao serviço de combate e reivindicou dois Supermarine Spitfires abatidos a 7 de maio de 1941, sua 9.ª e 10.ª vitória.
A unidade de Wurmheller foi posteriormente transferida para a Frente Oriental em preparação para a Operação Barbarossa, a invasão alemã da União Soviética, que teve início a 22 de junho de 1941. Durante a Barbarossa, ele foi colocado no setor sul do avanço alemão. Ele acrescentou nove vitórias—oito bombardeiros e um caça Polikarpov I-16—neste teatro de operações; a sua última vitória na Frente Oriental, 19.ª geral, foi reivindicada no dia 15 de julho de 1941.

### Frente do Canal

Emblema da Jagdgeschwader 2 "Richthofen"

Wurmheller foi transferido de volta para a Frente do Canal no dia 20 de julho de 1941. Ele foi designado para o Stab do II. Gruppe da Jagdgeschwader 2 "Richthofen" (JG 2), em homenagem ao ás da Primeira Guerra Mundial Manfred von Richthofen. A 24 de julho de 1941 conquistou a sua 20.ª vitória aérea e durante um período de quatro semanas conquistou mais 12 vitórias, todos Spitfires, incluindo cinco num único dia, tornando-se um "ás num dia".
No dia 30 de agosto de 1941 recebeu o Troféu de Honra da Luftwaffe (Ehrenpokal der Luftwaffe) e a 4 de setembro a Cruz de Cavaleiro da Cruz de Ferro (Ritterkreuz des Eisernen Kreuzes) pelas 32 vitórias aéreas. A sua unidade anterior, o 5. Staffel da JG 53, havia-o nomeado para a Cruz de Cavaleiro, mas a nomeação não foi aprovada até ele ter sido designado para a JG 2 "Richthofen". No mesmo dia o seu colega do II. Gruppe, o piloto Oberfeldwebel Kurt Bühligen também recebeu a Cruz de Cavaleiro. Nessa altura Wurmheller pilotava um Bf 109 F-2 a partir da base aérea em St Pol-Bryas.
Após um ferimento leve, Wurmheller foi novamente colocado como instrutor na escola de pilotos de caça em Werneuchen. Ao retornar ao serviço da linha de frente em maio de 1942, ele foi destacado para o 1. Staffel e obteve 10 vitórias em maio de 1942 e mais 12 vitórias no mês seguinte. Entre essas reivindicações estavam quatro Spitfires abatidos a 31 de maio e cinco a 5 de junho de 1942. A maioria dessas missões foram realizadas com Rudolf Pflanz como seu asa.
O dia de maior sucesso de Wurmheller como piloto de caça foi durante a Batalha de Dieppe, a 19 de agosto de 1942. Neste dia os Aliados atacaram sem sucesso o porto de Dieppe que estava ocupado pelos alemães. Mais de 6 mil soldados de infantaria, predominantemente canadenses, foram apoiados por um regimento blindado canadense e uma grande força de fuzileiros navais reais e contingentes de desembarque menores da RAF. Wurmheller, cujo pé direito estava engessado num molde ortopédico, conquistou sete vitórias no decorrer de quatro missões de combate naquele dia, seis Spitfires e um bombardeiro Bristol Blenheim. O Blenheim provavelmente foi um Martin Baltimore identificado incorretamente. Ele teve que abortar a sua primeira missão devido a problemas no motor, sofrendo uma pequena concussão na aterrissagem forçada. Ele voltou da sua segunda missão reivindicando dois Spitfires e um Blenheim abatido. A sua terceira missão resultou na destruição de mais três Spitfires, as suas 56.ª a 58.ª vitórias. Wurmheller reivindicou outro Spitfire abatido na sua quarta missão de combate. No dia seguinte, 20 de agosto, ele conquistou a sua 60.ª vitória aérea, que lhe valeu a Cruz Germânica em Ouro (Deutsches Kreuz in Gold), concedida em 21 de agosto.
Wurmheller foi promovido a Leutnant (segundo-tenente) por bravura diante do inimigo no dia 1 de outubro de 1942. Após a sua 67.ª vitória aérea, alcançada em cerca de 150 missões de combate, ele foi condecorado com a Cruz de Cavaleiro da Cruz de Ferro com Folhas de Carvalho (Ritterkreuz des Eisernen Kreuzes mit Eichenlaub) em 14 de novembro de 1942. Ele foi o 146.º oficial ou soldado da Wehrmacht assim homenageado.
As Forças Aéreas do Exército dos Estados Unidos (USAAF), em particular a Oitava Força Aérea, começaram o combate regular quando o VIII Comando de Bombardeiros atacou os pátios de triagem Rouen–Sotteville na França em 17 de agosto de 1942. Wurmheller reivindicou quatro bombardeiros Boeing B-17 Flying Fortress em 3 de janeiro de 1943. A 1 de abril de 1943 foi nomeado Staffelkapitän (líder do esquadrão) do 9. Staffel da JG 2 "Richthofen", sucedendo ao Hauptmann (capitão) Siegfried Schnell que foi transferido para o III. Gruppe da Jagdgeschwader 54 (JG 54). Wurmheller conquistou a sua 70.ª vitória em 17 de maio, quando abateu um B-17.
Em 23 de setembro, Wurmheller foi ferido por estilhaços de bomba ao fazer um pouso de emergência com o seu Focke-Wulf Fw 190 A-6 durante um bombardeio em Vannes–Meucon. "Sepp", como foi nomeado pelos seus camaradas, foi promovido a Oberleutnant (primeiro-tenente) em 1 de agosto de 1943 e a Hauptmann em 1 de novembro de 1943. Ele reivindicou o seu primeiro bombardeiro pesado na campanha da Defesa do Reich em 8 de fevereiro de 1944 nas proximidades de Le Tréport. Em 8 de março de 1944, conquistou a sua 90.ª vitória geral.

### Comandante de grupo e morte

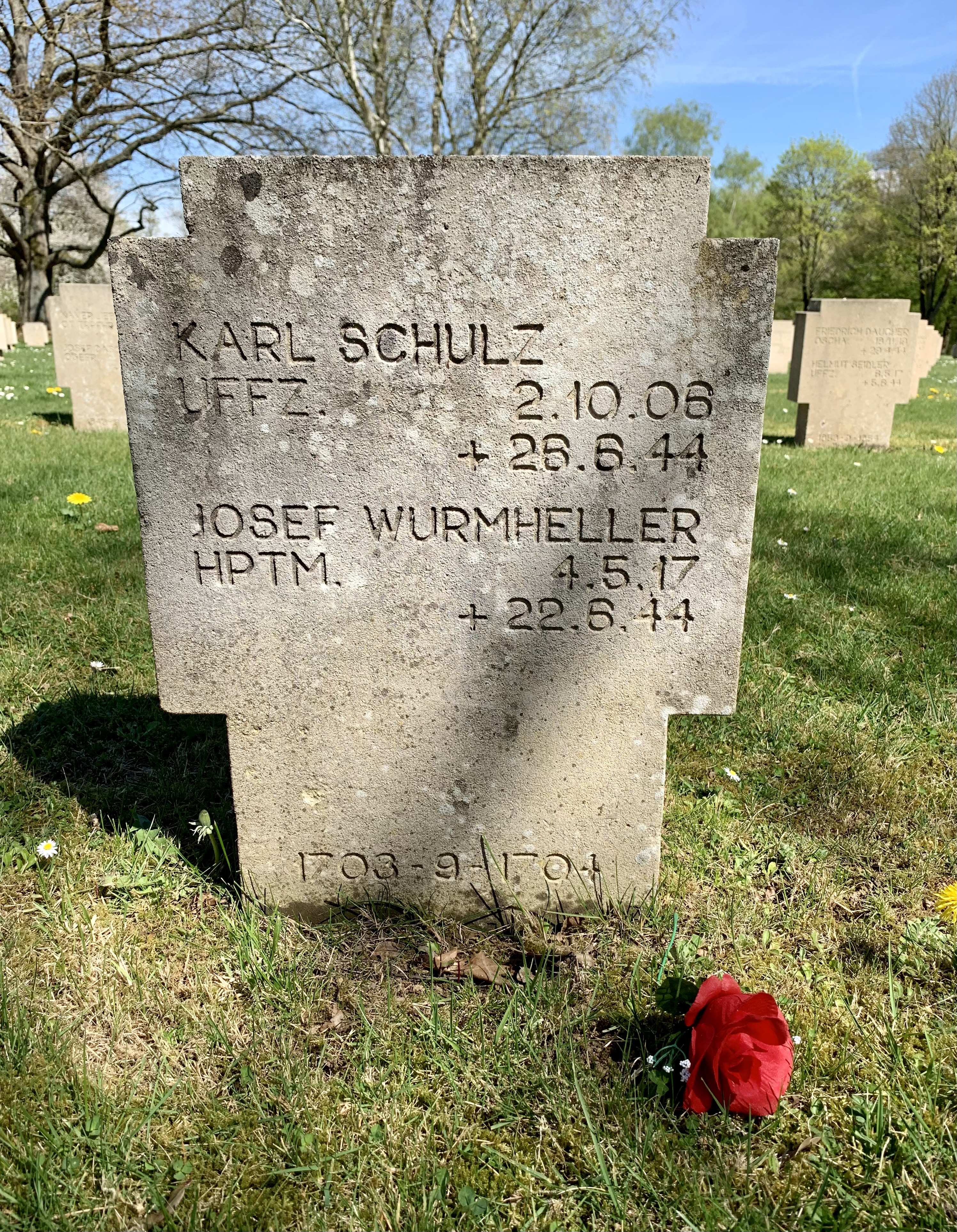

Wurmheller reivindicou mais vitórias aéreas após a invasão aliada da Normandia no dia 6 de junho de 1944. Ele foi nomeado Gruppenkommandeur (comandante do grupo) do III. Gruppe da JG 2 "Richthofen" em 8 de junho, sucedendo ao Hauptmann Herbert Huppertz, que foi morto em combate perto de Caen no início daquele dia. Ele conquistou as últimas três vitórias do seu total de 102 em 16 de junho de 1944. Ele foi o 80.º piloto da Luftwaffe a atingir a marca centenária.
Wurmheller foi morto no seu Fw 190 A-8 (Werknummer 171 053) no dia 22 de junho de 1944 quando colidiu com o seu asa, Feldwebel (sargento) Kurt Franzke, durante um combate aéreo com caças P-47 Thunderbolts da USAAF e caças Spitfire da Real Força Aérea Canadiana (RCAF) perto de Alençon. Ele foi condecorado postumamente com a Cruz de Cavaleiro da Cruz de Ferro com Folhas de Carvalho e Espadas (Ritterkreuz des Eisernen Kreuzes mit Eichenlaub und Schwertern) e promovido ao posto de Major em 24 de outubro de 1944, que era anterior a 1 de junho de 1944. Wurmheller e Franzke foram enterrados lado a lado no Cemitério de Guerra Champigny-Saint-André, perto de Saint-André-de-l'Eure, no lote 9, sepulturas 1 704 e 1 705 respectivamente.

## Sumário da carreira

### Reivindicações de vitórias aéreas
Matthews e Foreman, autores de Luftwaffe Aces – Biographies and Victory Claims, pesquisaram os Arquivos Federais Alemães e encontraram registros de 103 reivindicações de vitória aérea, além de cinco outras reivindicações não confirmadas. Este número de reivindicações confirmadas inclui nove aeronaves pilotadas pelas Forças Aéreas Soviéticas na Frente Oriental e 94 na Frente Ocidental, incluindo 21 bombardeiros quadrimotores.
As reivindicações de vitória foram registradas em um mapa de referência (PQ = Planquadrat), por exemplo "PQ 3841". O mapa da grade da Luftwaffe (Jägermeldenetz) cobria toda a Europa, oeste da Rússia e norte da África e era composto de retângulos medindo 15 minutos de latitude por 30 minutos de longitude, uma área de cerca de 930 km². Esses setores foram então subdivididos em 36 unidades menores para dar uma área de localização de 3 × 4 km de tamanho.
| Crônica de vitórias aéreas | Crônica de vitórias aéreas | Crônica de vitórias aéreas | Crônica de vitórias aéreas | Crônica de vitórias aéreas | Crônica de vitórias aéreas                            | Crônica de vitórias aéreas | Crônica de vitórias aéreas | Crônica de vitórias aéreas | Crônica de vitórias aéreas | Crônica de vitórias aéreas | Crônica de vitórias aéreas                                                  |
| --- | -------------------------- | -------------------------- | -------------------------- | -------------------------- | ----------------------------------------------------- | -------------------------- | -------------------------- | -------------------------- | -------------------------- | -------------------------- | --------------------------------------------------------------------------- |
| Este e o ♠ (ás de espadas) indicam aquelas vitórias aéreas que fizeram de Würmheller um "ás num dia", termo que designa um piloto de caça que abateu cinco ou mais aviões em um único dia. Isso e o – (meia-risca) indicam reivindicações de vitória aérea não confirmadas para as quais Würmheller não recebeu crédito. Isso e o ? (ponto de interrogação) indica discrepâncias de informações listadas por Prien, Stemmer, Rodeike, Bock, Matthews e Foreman. Isso e o ! (ponto de exclamação) indica aquelas vitórias aéreas listadas por Prien, Stemmer, Rodeike e Bock. Este e o # (cerquilha) indicam as vitórias aéreas listadas por Matthews e Foreman. |                            |                            |                            |                            |                                                       |                            |                            |                            |                            |                            |                                                                             |
| Nº! | Nº#                        | Data                       | Hora                       | Modelo                     | Localização                                           | Nº!                        | Nº#                        | Data                       | Hora                       | Modelo                     | Localização                                                                 |
| – 2. Staffel da Jagdgeschwader 53 – "Guerra de Mentira" — 1 de setembro de 1939 – 9 de maio de 1940 |                            |                            |                            |                            |                                                       |                            |                            |                            |                            |                            |                                                                             |
| 1 | —                          | 30 de setembro de 1939     | 12:10                      | Battle                     | oeste de Saarbrücken                                  |                            |                            |                            |                            |                            |                                                                             |
| – 5. Staffel da Jagdgeschwader 53 – |                            |                            |                            |                            |                                                       |                            |                            |                            |                            |                            |                                                                             |
| 2 | 1                          | 28 de setembro de 1940     | 13:45                      | Spitfire                   | proximidades de Portland                              | 7                          | 6                          | 9 de abril de 1941         | 17:21                      | Spitfire                   | sul de Dover                                                                |
| 3 | 2                          | 30 de setembro de 1940     | 17:43                      | Hurricane                  | 20 km (12 mi) ao norte de Portland                    | 8                          | 7                          | 10 de abril de 1941        | 18:43                      | Blenheim                   |                                                                             |
| 4 | 3                          | 12 de outubro de 1940      | 12:15                      | Spitfire                   | 60 km (37 mi) a noroeste de Brest                     | 9                          | 8                          | 7 de maio de 1941          | 07:47                      | Spitfire                   | Deal                                                                        |
| 5 | 4                          | 16 de outubro de 1940      | 15:20                      | Blenheim                   | norte-nordeste de Ile d'Ouessant                      | 10                         | 9                          | 7 de maio de 1941          | 07:47                      | Spitfire                   | Deal                                                                        |
| 6 | 5                          | 4 de abril de 1941         | 11:18                      | Spitfire                   | 20 km (12 mi) ao norte de Wissant                     |                            |                            |                            |                            |                            |                                                                             |
| – 5. Staffel da Jagdgeschwader 53 – Operação Barbarossa — 22 de junho – 8 de outubro de 1941 |                            |                            |                            |                            |                                                       |                            |                            |                            |                            |                            |                                                                             |
| 11 | 10                         | 22 de junho de 1941        | 18:01                      | SB-2                       | proximidades de Tauroggen                             | 16                         | 15                         | 6 de julho de 1941         | 19:45?                     | SB-3                       |                                                                             |
| 12 | 11                         | 23 de junho de 1941        | 09:00                      | SB-3                       |                                                       | 17                         | 16                         | 11 de julho de 1941        | 03:25                      | I-16?                      |                                                                             |
| 13 | 12                         | 1 de julho de 1941         | 19:50                      | SB-3                       |                                                       | 18                         | 17                         | 12 de julho de 1941        | 19:46                      | SB-3                       |                                                                             |
| 14 | 13                         | 4 de julho de 1941         | 14:52                      | SB-3                       |                                                       | 19                         | 18                         | 15 de julho de 1941        | 18:35                      | SB-3?                      |                                                                             |
| 15 | 14                         | 6 de julho de 1941         | 19:45                      | SB-3                       |                                                       |                            |                            |                            |                            |                            |                                                                             |
| – Stab II. Gruppe da Jagdgeschwader 2 "Richthofen" – Na Frente Ocidental — 22 de junho – 31 de dezembro de 1941 |                            |                            |                            |                            |                                                       |                            |                            |                            |                            |                            |                                                                             |
| | —                          | 24 de julho de 1941        | 12:25                      | Spitfire                   | Hazebrouck                                            | 26                         | 25                         | 18 de agosto de 1941       | 16:16                      | Spitfire                   | Lille/Calais                                                                |
| 20 | 19                         | 24 de julho de 1941        | 12:26                      | Spitfire                   |                                                       | 27                         | 26                         | 21 de agosto de 1941       | 15:08                      | Spitfire                   |                                                                             |
| 21 | 20                         | 7 de agosto de 1941        | 07:52                      | Spitfire                   |                                                       | 28                         | 27                         | 26 de agosto de 1941       | 19:23                      | Spitfire                   |                                                                             |
| 22 | 21                         | 7 de agosto de 1941        | 17:47                      | Spitfire                   |                                                       | 29                         | 28                         | 26 de agosto de 1941       | 19:24                      | Spitfire                   |                                                                             |
| 23 |                            | 7 de agosto de 1941        | —                          | P-40                       |                                                       | 30                         | 29                         | 27 de agosto de 1941       | 09:30                      | Spitfire                   | Thérouanne                                                                  |
| | 22                         | 16 de agosto de 1941       | 16:05                      | Spitfire                   |                                                       | 31                         | 30                         | 29 de agosto de 1941       | 08:30                      | Spitfire                   |                                                                             |
| 24 | 23                         | 16 de agosto de 1941       | 19:40                      | Spitfire                   |                                                       | 32                         | 31                         | 4 de setembro de 1941      | 17:38                      | Spitfire                   | Saint-Omer/Béthune                                                          |
| 25 | 24                         | 18 de agosto de 1941       | 16:05                      | Spitfire                   | Lille/Calais                                          |                            |                            |                            |                            |                            |                                                                             |
| – 1. Staffel da Jagdgeschwader 2 "Richthofen" – Na Frente Ocidental — 1 de janeiro – 31 de dezembro de 1942 |                            |                            |                            |                            |                                                       |                            |                            |                            |                            |                            |                                                                             |
| 33 | 32                         | 17 de maio de 1942         | 14:02                      | Spitfire                   |                                                       | —                          | —                          | 5 de junho de 1942         | —                          | Spitfire                   |                                                                             |
| 34 | 33                         | 19 de maio de 1942         | 20:45                      | Spitfire                   |                                                       | 52                         | 51                         | 20 de junho de 1942        | 15:51                      | Spitfire                   | noroeste de Fécamp                                                          |
| 35 | 34                         | 19 de maio de 1942         | 20:47                      | Spitfire                   | 10 km (6,2 mi) ao norte-noroeste de Calais            | 53                         | 52                         | 20 de junho de 1942        | 15:52                      | Spitfire                   | noroeste de Fécamp                                                          |
| 36 | 35                         | 19 de maio de 1942         | 20:49                      | Spitfire                   |                                                       | 54♠                        | 53                         | 19 de agosto de 1942       | 09:08                      | Spitfire                   | 3 km (1,9 mi) a oeste de Dieppe                                             |
| 37 | 36                         | 30 de maio de 1942         | 21:30                      | Spitfire                   |                                                       | 55♠                        | 54                         | 19 de agosto de 1942       | 09:12                      | Spitfire                   | 4 km (2,5 mi) a oeste de Dieppe                                             |
| 38 | 37                         | 30 de maio de 1942         | 21:30                      | Spitfire                   |                                                       | 56♠                        | 55                         | 19 de agosto de 1942       | 09:16                      | Blenheim                   | 9 km (5,6 mi) a sudeste de Dieppe                                           |
| 39 | 38                         | 31 de maio de 1942         | 19:32                      | P-40                       |                                                       |                            | 56                         | 19 de agosto de 1942       | 15:16                      | Spitfire                   | 10–15 km (6,2–9,3 mi) ao norte de Dieppe                                    |
| 40 | 39                         | 31 de maio de 1942         | 19:33                      | P-40                       |                                                       |                            | 57                         | 19 de agosto de 1942       | 15:17                      | Spitfire                   | 10–15 km (6,2–9,3 mi) ao norte de Dieppe                                    |
| 41 | 40                         | 31 de maio de 1942         | 19:35                      | Spitfire                   |                                                       | 57♠                        | 58                         | 19 de agosto de 1942       | 15:22                      | Spitfire                   | 1 km (0,62 mi) ao norte-noroeste de Dieppe                                  |
| 42 | 41                         | 31 de maio de 1942         | 19:37                      | Spitfire                   |                                                       | 58♠                        | 59                         | 19 de agosto de 1942       | 17:32                      | Spitfire                   | 15–20 km (9,3–12 mi) a noroeste de Dieppe                                   |
| 43 | 42                         | 2 de junho de 1942         | 10:58                      | Spitfire                   | sobre o mar em Dieppe, nas proximidades de Le Tréport |                            | 60                         | 19 de agosto de 1942       | 18:45                      | Spitfire                   | proximidades de Dieppe                                                      |
| 44 | 43                         | 2 de junho de 1942         | 11:00                      | Spitfire                   | sobre o mar em Dieppe, nas proximidades de Le Tréport | 59                         | 61                         | 20 de agosto de 1942       | 19:02                      | Spitfire                   | 70 km (43 mi) ao norte de Le Havre 100 km (62 mi) ao norte de Caen          |
| 45 | 44                         | 2 de junho de 1942         | 11:04                      | Spitfire                   | sobre o mar em Dieppe, proximidades de Le Tréport     | —                          | 62                         | 20 de agosto de 1942       | 19:04                      | Spitfire                   | 85 km (53 mi) a noroeste de Le Havre 100–105 km (62–65 mi) ao norte de Caen |
| 46 | 45                         | 3 de junho de 1942         | 16:47                      | Spitfire                   | sobre o mar em Dieppe, nas proximidades de Le Havre   | 60                         | 63                         | 8 de setembro de 1942      | 14:39                      | Spitfire                   | sobre o mar, a noroeste de Le Havre                                         |
| 47 | 46                         | 3 de junho de 1942         | 16:50                      | Spitfire                   | sobre o mar nas proximidades de Le Havre              | 61                         | 64                         | 8 de setembro de 1942      | 14:40                      | Spitfire                   | sobre o mar, a noroeste de Le Havre                                         |
| 48 | 47                         | 5 de junho de 1942         | 15:45                      | Spitfire                   | Estuário de Somme, arredores de Abbeville             | 62                         | 65                         | 2 de outubro de 1942       | 15:43                      | Spitfire                   | ao norte de Fécamp                                                          |
| 49 | 48                         | 5 de junho de 1942         | 15:45                      | Spitfire                   | Estuário de Somme, arredores de Abbeville             | 63                         | 66                         | 31 de outubro de 1942      | 18:08                      | Spitfire                   | 3 km (1,9 mi) a sudeste de Canterbury                                       |
| 50 | 49                         | 5 de junho de 1942         | 15:46                      | Spitfire                   | Estuário de Somme, arredores de Abbeville             | 64                         | 67                         | 31 de outubro de 1942      | 18:12                      | Spitfire                   | sudeste de Walmer                                                           |
| 51 | 50                         | 5 de junho de 1942         | 15:46                      | Spitfire                   |                                                       |                            |                            |                            |                            |                            |                                                                             |
| – 1. Staffel da Jagdgeschwader 2 "Richthofen" – Na Frente Ocidental — 1 de janeiro – 31 de dezembro de 1943 |                            |                            |                            |                            |                                                       |                            |                            |                            |                            |                            |                                                                             |
| 65 | 68                         | 16 de fevereiro de 1943    | 11:15                      | B-17                       | 25 km (16 mi) a nordeste de Vannes PQ 3841            | 67                         | 70                         | 12 de março de 1943        | 13:11                      | Typhoon                    | 50 km (31 mi) ao norte de Fécamp                                            |
| 66 | 69                         | 16 de fevereiro de 1943    | 11:18                      | B-17                       | Landévant PQ 4829                                     |                            |                            |                            |                            |                            |                                                                             |
| – 9. Staffel da Jagdgeschwader 2 "Richthofen" – Na Frente Ocidental — 1 de janeiro – 31 de dezembro de 1943 |                            |                            |                            |                            |                                                       |                            |                            |                            |                            |                            |                                                                             |
| 68 | 71                         | 16 de abril de 1943        | 14:25                      | B-17                       | PQ 14 Oeste 4838                                      | 77                         | —                          | 14 de agosto de 1943       | 13:55                      | Spitfire                   | 5 km (3,1 mi) ao sul de Fruer                                               |
| 69 | 72                         | 1 de maio de 1943          | 11:30                      | B-17                       | PQ 14 Oeste 3876                                      | 78                         | 80                         | 16 de agosto de 1943       | 12:28                      | Spitfire                   | 5 km (3,1 mi) a sudoeste de Bernay                                          |
| 70 | 73                         | 17 de maio de 1943         | 12:17                      | B-17                       | PQ 14 Oeste 4845 Lorient/Saint-Brieuc                 | 79                         | 81                         | 22 de agosto de 1943       | 19:50                      | Spitfire                   | PQ 05 Leste 0067 proximidades de Bernay                                     |
| 71 | 74                         | 29 de maio de 1943         | 16:25                      | B-17                       | PQ 14 Oeste 2939 PQ 14 Oeste 29359                    | 80                         | 82                         | 27 de agosto de 1943       | 09:45?                     | Spitfire                   | PQ 05 Leste 0037 PQ 05 Leste 0047                                           |
| 72 | 75                         | 29 de maio de 1943         | 16:27                      | B-17                       | PQ 14 Oeste 2939 PQ 14 Oeste 2919                     | 81                         | 83                         | 2 de setembro de 1943      | 19:05                      | P-47                       | PQ 05 Leste 1034                                                            |
| 73 | 76                         | 28 de junho de 1943        | 17:10                      | B-17                       | PQ 14 Oeste 3875 proximidades de Saint-Nazaire        | 82                         | 84                         | 3 de setembro de 1943      | 09:47                      | B-17                       | PQ 04 Leste 29317                                                           |
| 74 | 77                         | 4 de julho de 1943         | 13:09                      | B-17                       | PQ 14 Oeste 4725                                      | 83                         | 85                         | 3 de setembro de 1943      | 10:48                      | B-17                       | PQ 15 Oeste 1015                                                            |
| 75 | 78                         | 4 de julho de 1943         | 13:11                      | B-17                       | PQ 14 Oeste 4713 PQ 14 Oeste 72131                    | 84                         | 86                         | 11 de setembro de 1943     | 18:13                      | Spitfire                   | PQ 05 Leste 0049                                                            |
| 76 | 79                         | 3 de agosto de 1943        | 20:26                      | Spitfire                   | 10 km (6,2 mi) ao norte-nordeste de Brest             | 85                         | 87                         | 15 de setembro de 1943     | 19:41                      | B-17                       | Saint-Germain-en-Laye                                                       |
| – 9. Staffel da Jagdgeschwader 2 "Richthofen" – Na Frente Ocidental — 1 de janeiro – 8 de junho de 1944 |                            |                            |                            |                            |                                                       |                            |                            |                            |                            |                            |                                                                             |
| 86 | 88                         | 29 de janeiro de 1944      | 11:04                      | B-24                       | PQ 05 Leste 4021                                      | 92                         | 94                         | 2 de março de 1944         | 11:35                      | B-17                       | proximidades de Charleville                                                 |
| 87 | 89                         | 8 de fevereiro de 1944     | 10:26                      | B-17                       | Crèvecœur/Le Tréport                                  | 92                         | 95                         | 16 de março de 1944        | 10:40                      | B-24                       | a oeste de Saint-Dizier                                                     |
| — | —                          | 20 de fevereiro de 1944    | 14:20                      | B-24                       | 20 km (12 mi) a noroeste de Étretat                   | 93                         | 96                         | 10 de abril de 1944        | 09:26                      | B-17                       | Dormans                                                                     |
| 88 | 90                         | 24 de fevereiro de 1944    | 12:40                      | B-17                       | PQ 05 Leste 3489                                      | 94                         | 97                         | 10 de abril de 1944        | 09:28                      | P-38                       | Dormans                                                                     |
| 89 | 91                         | 25 de fevereiro de 1944    | 11:26                      | B-26                       | 20 km (12 mi) ao norte de Knokke                      | 95                         | 98                         | 12 de abril de 1944        | 13:10                      | B-24                       | PQ 05 Leste 4118                                                            |
| 90 | 92                         | 25 de fevereiro de 1944    | 11:28                      | B-26                       | 20 km (12 mi) ao norte de Knokke                      | 96                         | 99                         | 7 de junho de 1944         | 06:03                      | Typhoon                    | no mar                                                                      |
| 91 | 93                         | 25 de fevereiro de 1944    | 15:28                      | B-17                       | Bad Mondorf                                           | 97                         | 100                        | 8 de junho de 1944         | 09:25                      | P-51                       | ao norte de Caen                                                            |
| – Stab III. Gruppe da Jagdgeschwader 2 "Richthofen" – |                            |                            |                            |                            |                                                       |                            |                            |                            |                            |                            |                                                                             |
| 98 | 101                        | 12 de junho de 1944        | 10:44                      | P-47                       | Lisieux                                               | 100                        | 103                        | 16 de junho de 1944        | 19:52                      | P-51                       | PQ 15 Oeste 1083                                                            |
| 99 | 102                        | 12 de junho de 1944        | 10:48                      | P-47                       | Caen                                                  |                            |                            |                            |                            |                            |                                                                             |

### Condecorações
- Distintivo de Ferido em Preto[42]
- Distintivo de Voo do Fronte da Luftwaffe em Ouro com Flâmula "400"[42]
- Distintivo de Piloto/Observador[42]
- Cruz de Ferro (1939)
  - 2.ª classe (19 de outubro de 1939)[43]
  - 1.ª classe (16 de outubro de 1940)[43]
- Troféu de Honra da Luftwaffe (30 de agosto de 1941)[4]
- Cruz Germânica em Ouro (21 de agosto de 1942) como Oberfeldwebel no I./JG 2[44]
- Cruz de Cavaleiro da Cruz de Ferro (4 de setembro de 1941) como Oberfeldwebel e piloto no 9./JG 2[45][Notas 6]
  - 146.ª Folhas de Carvalho (13 de novembro de 1942) como Leutnant e piloto no 7./JG 2[48][49][Notas 7]
  - 108.ª Espadas (24 de outubro de 1944, postumamente) como Hauptmann e Gruppenkommandeur do III./JG 2[46][50][Notas 8]

### Promoções
- 1 de outubro de 1942 – Leutnant (segundo-tenente)
- 1 de agosto de 1943 – Oberleutnant (primeiro-tenente)
- 1 de novembro de 1943 – Hauptmann (capitão)
- 24 de outubro de 1944 – Major (major), postumamente